# طرفدار (فیلم ۲۰۱۶)
طرفدار (انگلیسی: Fan) یک فیلم اکشن هندی محصول سال ۲۰۱۶ است. در این فیلم، شاهرخ خان در نقشی دوگانه در نقش آریان کانا (قهرمان اصلی) و طرفدار شدید او، گارو چاندانا (آنتاگونیست) که دقیقاً شبیه او است، بازی می‌کند.

## داستان
گارو چاندانا چهره اش به یک هنرپیشه مشهور به نام آریان کانا شباهت زیادی دارد او یک طرفدار متعصب این هنرپیشه است او از دهلی به بمبئی می‌رود تا با هنرپیشه محبوب خود دیدار کند و او هرکاری می‌کند تا با او دیدار کند حتی در یک روز با یکی از رقبای آریان کانا درگیر می‌شود و او را به زور به صندلی میبندد و آزار و اذیتش می کند بعد فیلمش را برای آریان کانا می‌فرستد. کانا از این کار   این طرفدار عصبانی و ناراحت می‌شود و به بهانه دیدار با او آدرس گارو را می‌گیرد و به مأموران پلیس اطلاع میدهد همچنین به پلیس پول می‌دهد تا او را بازداشت کنند و به او بفهمانند که اینکارش اشتباه بوده درضمن گوشمالی مختصری هم پلیس به خاطر اینکار و فرار از دست پلیس به او میدهند. پس از چند ساعت آریان کانا در زندان به دیدن گارو می‌رود و با مهربانی و کمی هم غرور شهرت از او می‌خواهد به شهر خودش برگردد و در زندگی خصوصی او دخالت نکند و جای او تصمیم نگیرد و از طرف آریان کانا کاری انجام ندهد. گارو به دهلی بر می‌گردد و همه عکس‌های آریان کانا را از دیوار اتاقش می‌کند و آتش می‌زند.
یک سال بعد گارو با انگیزه انتقام به لندن می‌رود و در موزه مادام توسو خودش را جای کانا جا می‌زند و با خرابکاری و آبروریزی موجب می‌شود پلیس فکر کند این کار کانا است و او را یک روز در بازداشت نگه دارد. گارو با کانا تماس می‌گیرد و می‌خواهد تا کانا از او عذرخواهی کند تا او هم به این کار ادامه ندهد، اما کانا قبول نمی‌کند.
کانا قرار است در مراسم ازدواج دختر یک میلیاردر در شهر دوبروونیک شرکت کند. گارو به اجرای کانا در شهر دوبروونیک می‌رود وهمه تلاش‌های آریان کانا برای گرفتن گارو بی‌نتیجه می‌ماند و او در یک لحظه با اذیت و آزار یک دختر و توهین به خانمهای دیگر موجب آبرو ریزی برای کانا می‌شود، مرد ثروتمند کانا را اخراج می‌کند. در اثر این اتفاق خشم مردم برانگیخته می‌شود وهمه اجراهای بعدی او تحریم می‌شود.
سپس در هند گارو به خانه آریان کانا می‌رود و پس از ورود به خانه موجب وحشت همسر او می‌شود و با تخریب اتاق جوایز آریان کانا از او انتقام می‌گیرد. سپس آریان آدرس خانه گارو را پیدا می‌کند و به دیدار پدر و مادر گارو می‌رود، آن‌ها با فرزندشان تماس می‌گیرند و می‌خواهند به این بازی خاتمه دهد اما گارو نمی‌پذیرد و به کانا می گوید به صحنه اجرا محلی گارو رفته و برروی صحنه از گارو عذر خواهی کند، سپس آریان به محلی می‌رود که گارو معمولاً در آن اجرا می‌کند و در آن جا گارو با اسلحه کمری از دور به آریان کانا که برروی صحنه اجرا بود چندین شلیک می کند اما هیچکدام از گلوله ها به کانا نمی خورد پس از یک تعقیب و گریز آریان و گارو در بالای یک پشت بام با هم درگیر می‌شوند. پس از یک زد و خورد دو طرفه آریان موفق می‌شود به گارو  غلبه کند و پس از عذرخواهی از طرفدارش یعنی گارو و نصیحت او ازش می‌خواهد تا به این بازی پایان دهد اما گارو می‌گوید امکان ندارد و سرسختی نشان میدهد و می گوید زندگی من نابود شده‌است سپس خودش را از بالای پشت بام به پائین پرت می‌کند آریان کانا تلاش می‌کند تا گارو را نجات دهد اما فایده ای ندارد و گارو با خودکشی جانش را از دست می‌دهد. از آن پس آریان هرگاه با طرفدارانش مواجه می‌شود به یاد گارو می‌افتد و چهره او به نظرش می‌رسد.